# Мамонтов, Сергей Иванович (военный)
Серге́й Ива́нович Ма́монтов (3 февраля 1898, Москва, Российская империя — 3 марта 1987, Канны, Франция) — русский конный артиллерист, поручик; участник Гражданской войны в 1917—1920 гг. на стороне Добровольческой армии. Оставил воспоминания о Гражданской войне под названием «Походы и кони».

## Биография
Представитель семьи Мамонтовых. Известный меценат Савва Иванович Мамонтов был братом его деда. Сергей Иванович вспоминал, как они вместе ловили лягушек за Бутырской заставой и как Савва его учил лепке из глины.
Мамонтов вырос в имении отца в Киреево (район Химок). Окончил в 1916 году гимназию и, по воспоминаниям знавшего его в эмиграции филолога Рене Герра, «боялся, что война кончится без него». Это опасения оказались беспочвенными.
Окончил ускоренный курс Константиновского артиллерийского училища и был выпущен в чине прапорщика в 64-ю артиллерийскую бригаду — армейское подразделение второй очереди, развернутое в 1914 году. Бригада воевала на Юго-Западном фронте, и это уже в значительной мере определяло будущее молодого прапорщика: большая часть примкнувших к Добровольческой армии в 1917—1918 годах, в годы Великой войны служила в частях именно Юго-Западного фронта. На этом фронте служили Корнилов, Деникин, Эрдели, Миллер и другие известные в будущем деятели Белого движения.
В августе 1918 года вступил в Добровольческую армию. Воевал в Первой конно-горной батарее; с апреля 1919 — во 2-й конной батарее Дроздовской артиллерийской бригады.
Закончил войну поручиком в Галлиполийском лагере.
После Галлиполи попал в Париж, затем переехал в Берлин, где учился в Высшем Техническом училище архитектуре. Работал архитектором. Перед самым приходом советских войск ему удалось бежать в Тироль. Оттуда он списался со своим старым товарищем по оружию и с его помощью переехал Центральную Африку, где и жил следующие 15 лет. Работал в сизальной компании, затем создал свою собственную кофейную плантацию. В 1962 году по приказу президента Дако был арестован и заключен в тюрьму. Поводом послужила юмористическая статья, напечатанная в США. Дако вскоре был смещен будущим императором Бокасса. Через три дня благодаря французскому консулу его освободили, но выслали из страны. Воспоминания Мамонтова о Центральной Африке печатались в Нью-Йоркской газете «Новое русское слово» с 1973 по 1975 год. Позднее переехал жить на юг Франции, где написал «Походы и кони», удостоившуюся в 1979 году литературной премии имени В. Даля в Париже. В городе Валанс и позднее в Каннах работал архитектором. Был скульптором. Одна из его работ хранится в коллекции Ренэ Герра.
В эмиграции дружил с биологом Н. Тимофеевым-Ресовским, художником О. Цингером, французским филологом-славистом и известным коллекционером Рене Герра.
Похоронен на загородном кладбище в далёких окрестностях Канн, в общей могиле.

## Отзывы
Что нужно знать о личности Сергея Ивановича Мамонтова (1898—1987)? Во-первых, он представитель той самой купеческой фамилии Мамонтовых, к которой принадлежал и Савва Мамонтов (Савва был братом деда Сергея). Во-вторых, он родился в очень неспокойное время, определившее судьбу за него.
— Роман Гришин, «Антология белогвардейских воспоминаний», часть 3

## Сочинения
- Мамонтов С. И. Походы и кони[1]. Париж, YMCA-Press, 1981.
- Переиздание с сокращениями: Воронеж, изд. «Подъём», журнал «Подъём», 5/6 за 1992 год, ISSN 0130-8165.
- Переиздание: Походы и кони (Записки поручика) — М., Вече, 2007. — 448 с. (Белогвардейский роман) Тираж 10000 экз. ISBN 978-5-9533-2384-0
- С. Мамонтов. Походы и кони. // Вооружённые силы на Юге России. Январь-июнь 1919 года.. — М.: Центрполиграф, 2003. — С. 258—342. — 672 с. — ("Россия забытая и неизвестная. Белое движение в России", том 17). — 3000 экз. — ISBN 5-95-24-0666-1.
- С. Мамонтов. «Сказание», Париж, 1986 г., издание «Альбатрос», тир. 500 экз. послесловие Ренэ Герра.
- С. Мамонтов. «Три рассказа». Изд-во «Русское наследство», 1983.
- С. Мамонтов. «Чай». Изд-во «Русское наследство», Франция, 1984.